# Mike Judge
Michael Craig "Mike" Judge, född 17 oktober 1962 i Guayaquil i Ecuador, är en amerikansk animatör, filmproducent och skådespelare. Han slog igenom med den animerade serien Beavis and Butthead som visades på MTV under det tidiga 1990-talet.

## Filmografi (urval)
- 1993 – 1997 – Beavis and Butthead (röst i TV-serie)
- 1996 – Beavis and Butthead do America (röst)
- 1997 – Simpsons, avsnitt Bart Star (gäströst i TV-serie)
- 1997 – 2010 - King of the Hill (röst i TV-serie)
- 1999 – Office Space (produktion, manus och regi)
- 1999 – South Park - Bigger, longer & uncut (röst)
- 2001 – Spy Kids
- 2002 – Spy kids 2 - De förlorade drömmarnas ö
- 2003 – Spy Kids 3-D: Game Over
- 2006 – Idiotrepubliken (produktion, manus och regi)
- 2009 – The Goode Family
- 2011 – Beavis and Butthead
- 2014 – Silicon Valley (TV-serie)